# Азовець (стадіон, Маріуполь)
Стадіон «Азо́вець» — футбольний стадіон у Маріуполі, домашня арена футбольного клубу «Яруд». Вміщує 1 660 глядачів, місця для яких обладнано індивідуальними пластиковими сидіннями. На місці стадіону ще з кінця XIX сторіччя був розміщений циклодром, пізніше — стадіони з різними назвами.

## Історія
Наприкінці XIX століття у центрі Маріуполя, неподалік від Міського саду, на місці нинішнього стадіону «Азовець» було збудовано циклодром для змагань з велосипедних перегонів. Однак моряки англійських суден, що стояли у маріупольському порту, орендували поле циклодрому для гри у футбол, тож саме цю арену можна вважати маріупольською колискою нової на той час для місцевих жителів гри.
Пізніше на місці циклодрому існували стадіони з різними назвами — майданчик СОФІКА, «Динамо», «Будівельник», «Локомотив». Останньою назвою арени стала сучасна — «Азовець». За часів незалежної України свої матчі на цьому стадіоні проводила команда «Іллічівець-2», а згодом, після її розформування, господарями арени стали молодіжні команди «Іллічівця».
Окрім 1 660 індивідуальних глядацьких сидінь, на стадіоні у 2004 році було встановлене електронне табло з розміром графічного поля 9600×1440 мм. Станом на травень 2013 року штучне освітлення на стадіоні відсутнє.

## Цікавий факт
19 лютого 2010 року стадіон «Азовець» став учасником неприємного інциденту: о третій годині дня до міліції зателефонував невідомий та повідомив, що арену заміновано. На стадіон виїхали оперативні служби, котрі оточили його та почали перевірку на присутність вибухового пристрою. На щастя, інформація не підтвердилася.